# Chilenare
Chilenare är personer som härstammar från Chile. De har i allmänhet spanska som modersmål.
Under Pinochets regim flydde många chilenare till bland annat Sverige. Dessutom har Chile lämnat många barn till adoption.